# Microcomputadora

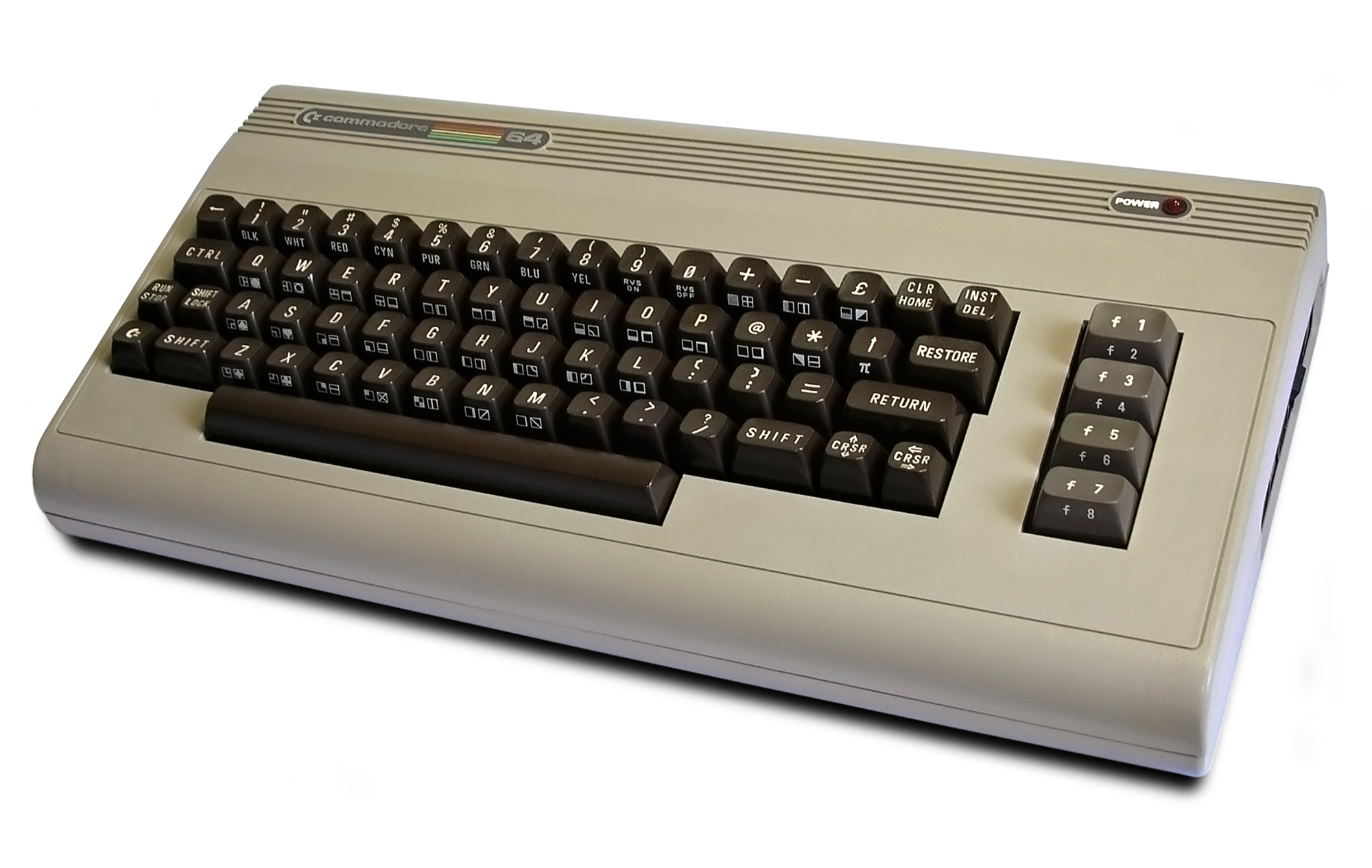
El Commodore 64 fue uno de los más famosos microordenadores de su época, y el modelo mejor vendido de las computadores caseras de todos los tiempos.

Una microcomputadora, un microcomputador o un microordenador es una computadora pequeña, con un microprocesador como su unidad central de procesamiento CPU. Generalmente, el microprocesador incluye los circuitos de almacenamiento (o memoria caché) y entrada/salida en el mismo circuito integrado (o chip). Las microcomputadoras se hicieron populares desde 1970 y 1980 con el surgimiento de microprocesadores más potentes. Los antecesores de estas computadoras, las supercomputadoras y las minicomputadoras, eran mucho más grandes y costosas (aunque las supercomputadoras modernas, como las IBM System z, utilizan uno o más microprocesadores como CPUs). Muchas microcomputadoras (cuando están equipadas con un teclado y una pantalla para entrada y salida) son también computadoras personales (en sentido general).
La abreviatura micro fue comúnmente utilizada durante las décadas de 1970 y de 1980, aunque actualmente esté en desuso.

## Orígenes
El término microcomputadora se hizo popular después de la introducción del término minicomputadoras, aunque Isaac Asimov ya lo había utilizado en su relato "The Dying Night" en 1956 (publicado en The Magazine of Fantasy and Science Fiction en julio de ese año). Notablemente, la microcomputadora reemplazó los diferentes componentes que conformaban el CPU de las minicomputadoras por un solo microprocesador integrado.
El primer microordenador fue el japonés SMP80/08 de Sord Computer Corporation (1972), que fue seguido por el SMP80/x (1974). Los desarrolladores franceses del Micral N (1973) archivaron sus patentes con el término "Micro-ordinateur", equivalente literalmente a "Microcomputer" (microcomputador), para nombrar la primera máquina de estado sólido con un microprocesador.
En los Estados Unidos, los primeros modelos como el Altair 8800, fueron a menudo vendidos como un conjunto que debía ser ensamblado por el usuario, y venían con una RAM de 256 bytes; y como únicos dispositivos de entrada y salida, los indicadores de luz y switches, demostrando a modo de prueba de concepto, cuan simple podía ser un dispositivo.
En la medida que los microprocesadores y las memorias semiconductores se hicieron menos costosas, las microcomputadoras se hicieron más baratas y fáciles de usar:
- El aumento de chips lógicos menos costosos como las series 7400 permitieron utilizar circuitos dedicados más baratos para mejorar las interfaces de usuario tales como el teclado, en lugar de switches para procesar un bit por cada vez.
- El uso de casetes de audio para almacenar datos permitió el reemplazo la reentrada manual de los programas cada vez que los dispositivos se encendían.

- Los arrays de puertas lógicas de silicio en forma de memorias de solo lectura y EPROMs permitieron almacenar en las microcomputadoras programas útiles y núcleos de autoarranque. Estos programas de almacenado podían automáticamente cargar software más complejos desde dispositivos de almacenamiento externo, sin la intervención de usuarios para formar un sistema completamente listo que no requería de conocimiento experto en computación para utilizar el dispositivo.

- Las memorias de acceso aleatorio se abarataron lo suficiente para ofrecer aproximadamente 1-2 kilobytes de memoria dedicados a los buffers del dispositivo de control de vídeo, de 40x25 u 80x25 para mostrar textos o bloques de colores gráficos en una pantalla corriente de televisión. Esto remplazó al costoso, complejo y caro teleimpresor, que era utilizado comúnmente como interfaz de las minicomputadoras y supercomputadoras.

Todas estas mejoras en costo y usabilidad resultaron en una explosión de popularidad al final de los años 1970 y principios de los años 1980. Un largo número de fabricantes de computadoras empacaron microcomputadoras para ser usadas en aplicaciones de pequeños negocios. Para 1979, muchas compañías, tales como Cromemco, Processor Technology, IMSAI, North Star Computers, Southwest Technical Products Corporation, Ohio Scientific, Altos Computer Systems, Morrow Designs y otras, produjeron sistemas como sistemas de bases de datos, contables y procesamiento de texto, diseñados tanto para usuarios con todos los recursos o firmas consultoras, como para sistemas de negocio específicos. Esto permitió a los negocios incapaces de proveer licencias de minicomputadoras o compartir tiempo de servicio, la oportunidad de automatizar sus funciones, sin contratar personal a tiempo completo para operar las computadoras. Un representante de estos sistemas utilizaba un bus S-100, un procesador de 8 bits como Intel 8080 o Zilog Z80, y como sistema operativo CP/M o MP/M.
En la década de 1980 se vive el boom del ordenador doméstico (y las videoconsolas) de 8 bits con multitud de competidores (Sinclair Research, Amstrad, Commodore International, Atari, Dragon Data, Texas Instruments, Tandy, los fabricantes de MSX...) pero el paso a los 16 bits deja solo a los Atari ST, Commodore Amiga, Macintosh y los compatible IBM PC como contendientes por el mercado del ordenador personal. Casos espaciales son los equipos Tandy compatibles con el IBM PCjr y el Sinclair QL.
El salto a los 32 bits traerá la caída de Atari, Commodore y Tandy (pese a presentar potentes equipos), quedando el mercado repartido entre el minoritario pero siempre innovador Mac (salvado por los pelos con la vuelta de Steve Jobs) y el inmenso mercado del compatible IBM PC, que se ha impuesto en el mercado por el uso de componentes estándar y que el consorcio de fabricantes descubren que es más productivo definir nuevos estándares que todos adoptan que reinventar la rueda, causa principal del hundimiento de Atari y Commodore. El último episodio en este camino fue la adopción por Apple de procesadores Intel para sus Mac y el permitir un arranque dual en sus equipos Mac OS/Windows.
De hecho el término compatible IBM PC ha quedado sin sentido pues IBM salió del mercado con el fracaso de su gama IBM Personal System/2 (que, sin embargo, aporta dos estándares al actual PC), la mayoría de puertos y controladores del IBM PC son considerados legacy por la industria, que raramente los implementa en sus nuevos equipos y Microsoft Windows ha sustituido al DOS y OS/2
Las computadoras de escritorio y portátiles modernas, las videoconsolas, tabletas, y muchos otros tipos de dispositivos, incluidos smartphones, y sistemas industriales embebidos, pueden ser considerados todos ejemplos de microcomputadoras de acuerdo con las definiciones dadas.

## Uso coloquial del término
Cada día el uso de la expresión "microcomputadora" (y particularmente la abreviación "micro") ha caído más en desuso desde la mitad de la década de 1980, y desde el 2000 ya no es considerado un término común. Este término, comúnmente es asociado con la primera ola de computadoras domésticas y para negocios pequeños de 8 bits (tales como Apple II, Commodore 64, BBC Micro, y TRS 80). Además, quizás influye la gran variedad de los dispositivos modernos basados en microprocesadores que se ajustan a la definición de "microcomputadoras".
En el uso común, "microcomputadora" ha sido suplantado por "computadora personal" o "PC," el cual describe equipos que han sido creados para ser utilizados por una persona a la vez, un término acuñado en 1959. IBM fue el primero en promover el término "computadora personal" para diferenciarlas a ellas mismas de otras microcomputadoras, a menudo llamadas "computadoras caseras", además de las propias supercomputadoras de IBM y las minicomputadoras. Sin embargo, después de su lanzamiento, el IBM PC de IBM fue ampliamente imitada, así como el término microcomputadora. Los componentes estaban comúnmente disponibles para los productores y el BIOS estaba reservado a los ingenieros. Los "clones" de las PC de IBM se convirtieron populares, y los términos "computadora personal," y especialmente "PC" utilizado por el público en general.
Desde la llegada de los microcontroladores (circuitos integrados monolíticos que contienen RAM, ROM y CPU todos sobre una misma placa), el término "micro" es más comúnmente utilizado para referirse a ese significado.

## Descripción
Monitores, teclados y otros dispositivos de entrada y salida pueden estar integrados o separados.  La memoria de computadora en forma de RAM, y al menos otro dispositivo de almacenamiento de memoria menos volátil se suele combinar con la CPU en un bus de sistema en una unidad. Otros dispositivos que componen un sistema de microordenador completo incluyen las baterías, una fuente de alimentación, un teclado y varios dispositivos de entrada/salida que se utilizan para transmitir información hacia y desde un operador humano (impresoras, monitores, dispositivos de interfaz humana). Los microordenadores están diseñados para servir a un único usuario a la vez, aunque a menudo se pueden modificar mediante software o hardware para servir al mismo tiempo a más de un usuario.  Los microordenadores encajan bien dentro o debajo de los escritorios o mesas, de manera que sean de fácil acceso de los usuarios. Computadoras más grandes como minicomputadoras, mainframes, y supercomputadoras ocupan grandes armarios o incluso salas dedicadas.
Una microcomputadora viene equipada con al menos un tipo de almacenamiento de datos, normalmente RAM. Aunque algunos microordenadores (particularmente los primeros micros de 8 bits) realizan tareas utilizando solo la RAM, es preferible alguna forma de almacenamiento secundario. En los primeros equipos, este era a menudo un reproductor de casetes de datos (en muchos casos como una unidad externa). Más tarde, sistemas de almacenamiento secundario (sobre todo disquete y unidad de disco duro) fueron incluidas dentro de la computadora.

## Historia

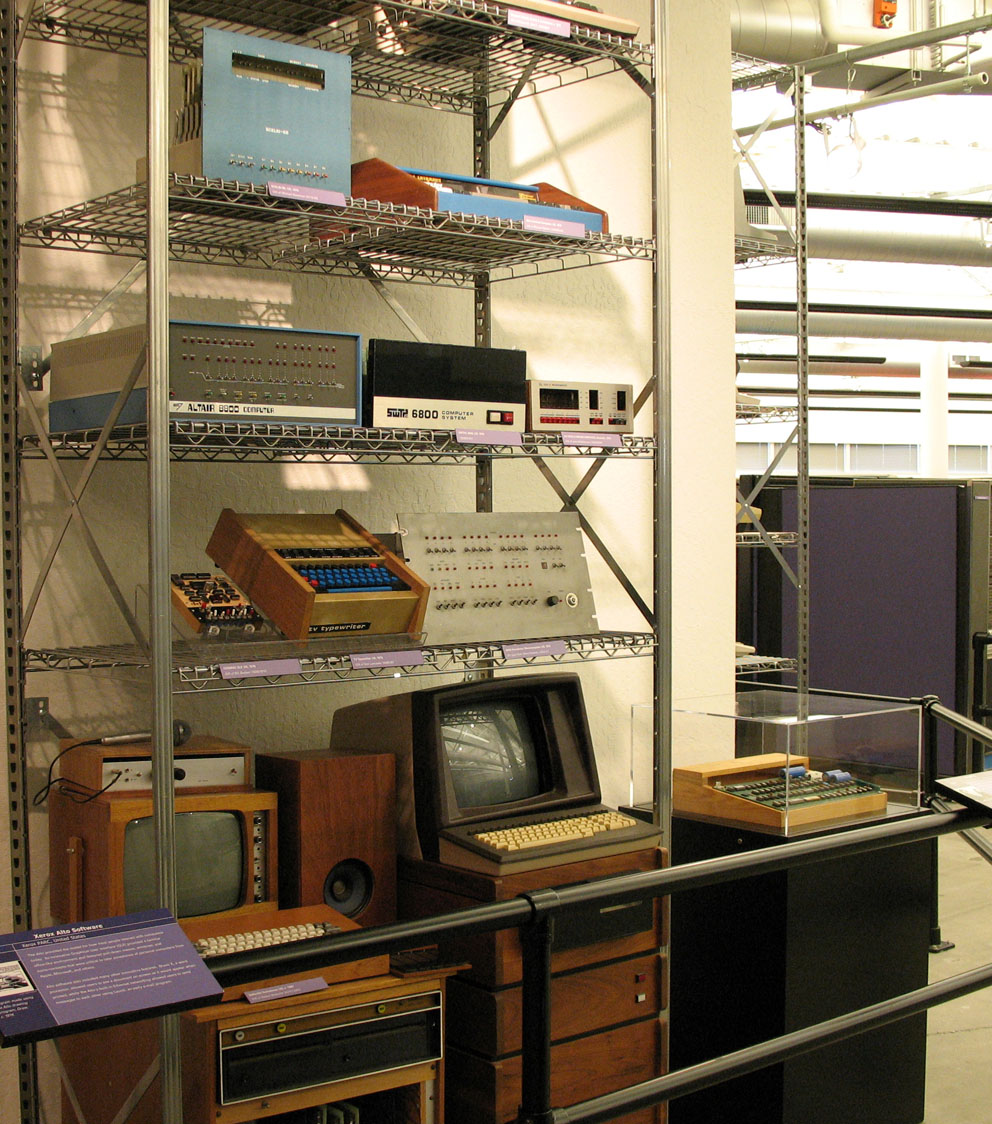
Una colección de las primeras microcomputadoras: Processor Technology SOL-20, un MITS Altair 8800, a TV Typewriter, y un Apple I

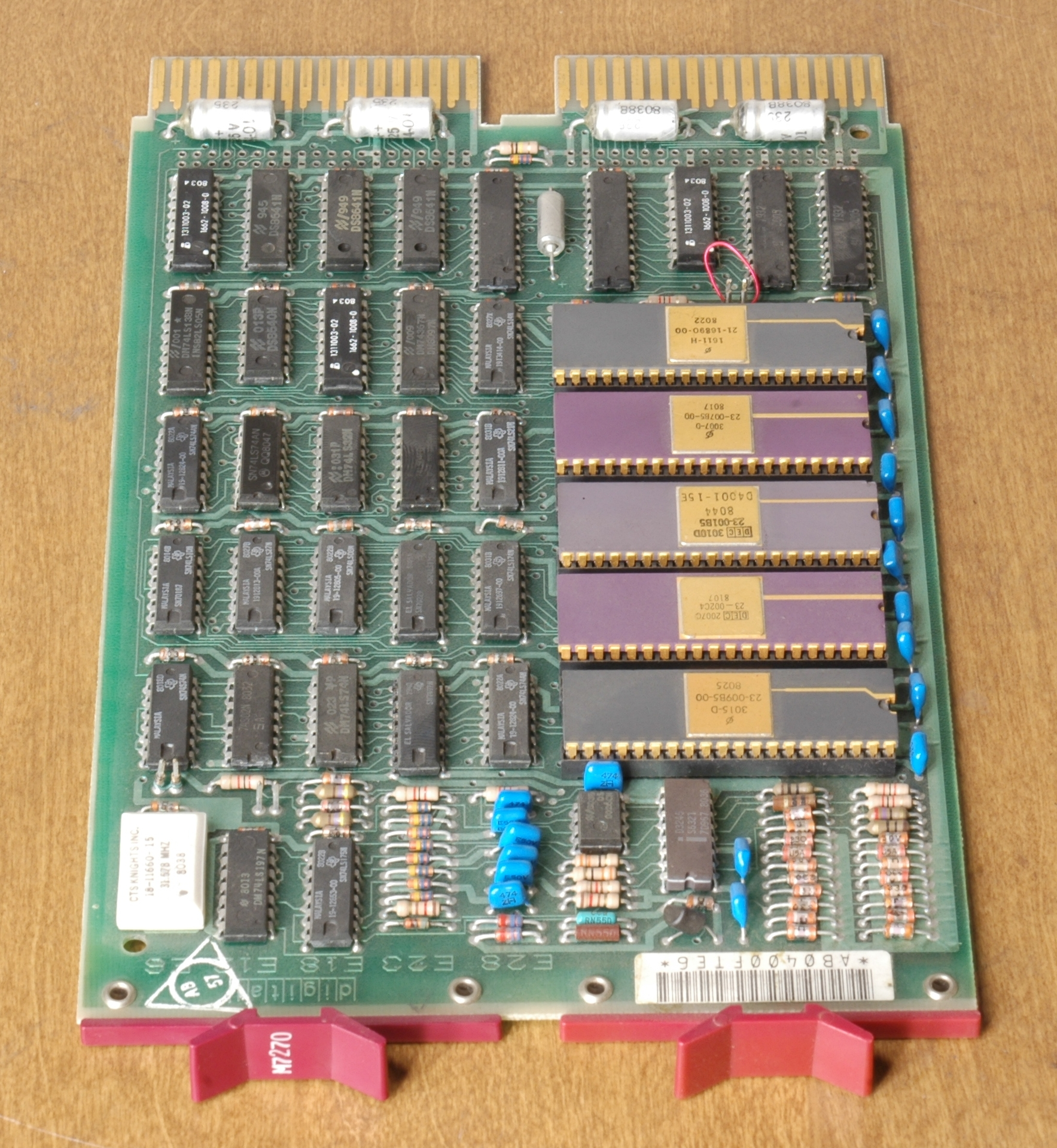
Módulo de microcomputador LSI-11/2

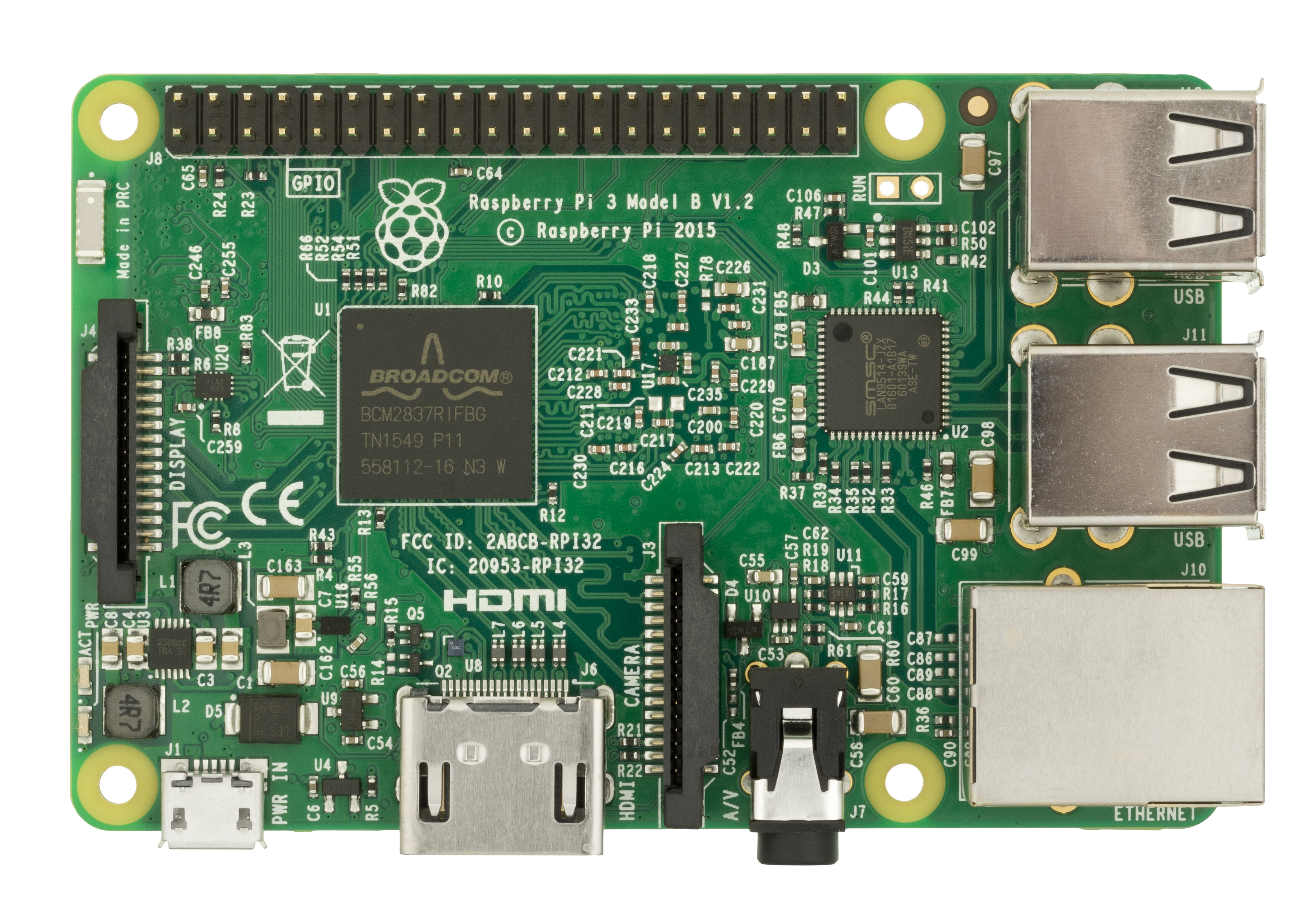
Raspberry Pi 3B

### Precursores TTL
Aunque no contenían ningún microprocesador, y estaban construidas alrededor de la Tecnología TTL, las calculadoras Hewlett-Packard ya en 1968 tenían varios niveles de programación tales que se las podría llamar microordenadores. El HP 9100B (1968) tenía sentencias condicionales (if), declaraciones de salto (GOTO), los registros que se podrían utilizar como variables y subrutinas primitivas.  El lenguaje de programación era parecido al lenguaje ensamblador en muchos aspectos. Modelos posteriores fueron añadiendo más características, incluyendo el lenguaje de programación BASIC (HP 9830A en 1971). Algunos modelos tenían almacenamiento en cinta e impresoras pequeñas. Sin embargo, las pantallas se limitaban a una sola línea a la vez. El HP 9100A fue denominado un ordenador personal en un anuncio en un ejemplar de la  revista Science de 1968, pero ese anuncio fue abandonado rápidamente. Se sospecha que HP era reacio a llamarlas  "computadoras" ya que complicaría los procedimientos de contratación y de exportación del gobierno.
El Datapoint 2200, hecho por CTC en 1970, es quizás el mejor candidato para el título de "primer microordenador". A pesar de que no contiene microprocesador, el conjunto de instrucciones de su procesador TTL era la base del conjunto de instrucciones del procesador Intel 8008, y para fines prácticos, el sistema se comporta aproximadamente como si contiene un 8008.  Esto se debe a que Intel fue el contratista a cargo de desarrollar el CPU de la Datapoint, pero en última instancia CTC rechazó el diseño de 8008 porque necesitaba el soporte de 20 chips de soporte.
Otro de los primeros sistemas, la Kenbak-1, fue lanzado en 1971. Al igual que el Datapoint 2200, utilizó Tecnología TTL de lógica discreta en lugar de un microprocesador, pero funcionaba como un microordenador en la mayoría de los aspectos. Se comercializó como una herramienta educativa y un hobby, pero no fue un éxito comercial; su producción cesó poco después.

### Primeros microordenadores
En 1972, un equipo francés dirigido por François Gernelle dentro de una pequeña empresa, Réalisations y Études Électroniques (R2E), desarrolló y patentó un equipo basado en un microprocesador, el Intel 8008 de 8 bits. El Micral-N se comercializó a principios de 1973 como un Micro-ordinateur o microordenador, principalmente para aplicaciones científicas y de procesos técnicos. Alrededor de un centenar de Micral-N fueron instalados en los próximos dos años, seguido de una nueva versión basada en el Intel 8080. Mientras tanto, otro equipo francés desarrolló el Alvan, un pequeño ordenador para la automatización de la oficina que encontró clientes en los bancos y otros sectores. La primera versión se basa en chips LSI con un controlador periférico Intel 8008 (teclado, monitor e impresora), antes de adoptar el Zilog Z80 como procesador principal.
En 1972, un equipo de la Universidad Estatal de Sacramento liderado por Bill Pentz construyó el equipo Sac State 8008, capaz de manejar miles de registros médicos de los pacientes. El Sac State 8008 fue diseñado con el Intel 8008. Tenía un sistema completo de componentes de hardware y software: un sistema operativo de disco incluido en una serie de chips de memoria programable de solo lectura (PROM); 8 Kilobytes de memoria RAM; el IBM Basic Assembly Language (BAL), un disco duro, una pantalla a color; una salida de la impresora; una interfaz serie a 150 bits por segundo  para la conexión a un ordenador central; e incluso el primer panel frontal de microordenador del mundo.

A principios de 1973, Sord Computer Corporation (actualmente Toshiba Personal Computer System Corporation) completaron el SMP80/08, que utilizó el microprocesador Intel 8008. El SMP80/08, sin embargo, no tienen un lanzamiento comercial. Después de que se anunciara el primer microprocesador de propósito general en abril de 1974, el Intel 8080, Sord anunció el SMP80/x, el primer microordenador en utilizar el 8080, en mayo de 1974.
Prácticamente los primeros microordenadores eran esencialmente cajas con luces e interruptores; había que leer y entender los números binarios y el lenguaje de máquina para programarlos y usarlos (el Datapoint 2200 fue una excepción notable, con un diseño moderno basado en un monitor, el teclado y la cinta y las unidades de disco).  De las primeras "cajas de switches" para microordenadores, el MITS Altair 8800 (1975) fue sin duda el más famoso. La mayoría de estos primeros microordenadores simples, fueron vendidos como un conjunto de componentes electrónicos que el comprador tenía que armar antes de que el sistema pudiera ser utilizado.
Los microordenadores del período de 1971 a 1976 a veces son llamados la primera generación de microordenadores. Muchas compañías como DEC, National Semiconductor, Texas Instruments ofrecen sus microordenadores para su uso en el control de terminal, control de interfaz de dispositivo periférico y control de maquinaria industrial. También había máquinas para el desarrollo de la ingeniería y de uso personal aficionado. En 1975, Processor Technology diseña el SOL-20, que consistía en una tarjeta, que incluía todas las partes del sistema informático. El SOL-20 incorporaba software en EPROM que eliminó la necesidad de filas de switches y luces. El MITS Altair jugó un papel instrumental en despertar el interés significativo de aficionados, que a su vez condujo a la fundación y el éxito de muchas empresas de hardware y software de ordenador personal, como Microsoft y Apple Computer. Aunque la propia Altair solo tuvo un éxito comercial moderado, ayudó a desatar una enorme industria.

### Ordenadores domésticos
En 1977, la introducción de la segunda generación, conocidos como ordenador doméstico (home computer), hizo las microcomputadoras considerablemente más fáciles de usar que sus predecesores porque la operativa práctica de estas a menudo exigió una profunda familiaridad con la electrónica práctica. La posibilidad de conectar un monitor (pantalla) o un televisor permite la manipulación visual de texto y números. El lenguaje BASIC, que era más fácil de aprender y usar que el lenguaje de máquina puro, se convirtió en una característica estándar. Estas características ya eran comunes en los miniordenadores, con la que muchos aficionados y los primeros productores estaban familiarizados.
En 1979, el lanzamiento de la hoja de cálculo VisiCalc (inicialmente para el Apple II) convirtió el microcomputador de un hobby para entusiastas de la informática en una herramienta de negocios. Después del lanzamiento en 1981 del IBM PC, el término ordenador personal (PC) se convirtió en término generalmente usado para microcomputadoras compatible IBM PC.
En 2012, fue lanzado el computador con una sola tarjeta del tamaño de una tarjeta de crédito Raspberry Pi directamente inspirado en el BBC Micro de Acorn Computers (1981), y contaba con el soporte de BBC BASIC. Se ha convertido en todo un éxito hasta el punto de que además del sistema operativo Raspbian Microsoft le da soporte en Windows 10. Multitud de clones como el Orange Pi y el Banana Pi nacen en la estela de su éxito.[cita requerida]